# Kilimandscharo

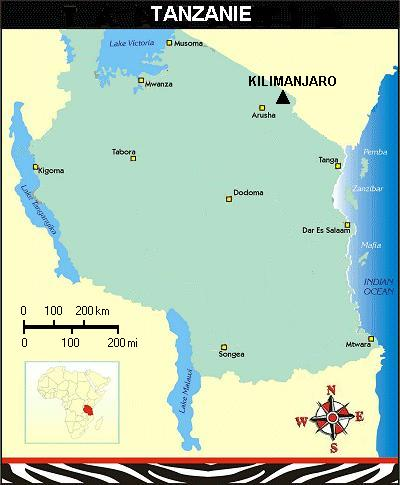
Lage des Kilimandscharo in Tansania

Der Kilimandscharo (auch Kilimandscharo-Massiv, von 1902 bis 1964 Kaiser-Wilhelm-Spitze oder auch Wilhelmskuppe, englisch Kilimanjaro oder Mount Kilimanjaro; Chagga: kilima ndjaro, „Berg des Wassers“) ist ein Bergmassiv im Nordosten Tansanias. Der höchste Berg des Massivs ist mit 5895 m Höhe der Kibo. Der Kibo ist der höchste Berg Afrikas und gehört damit zu den Seven Summits, den jeweils höchsten Bergen der sieben Kontinente.
Im Jahr 1987 wurde die Landschaft von der UNESCO zum Weltnaturerbe erklärt. Bereits seit 1973 gibt es den Kilimandscharo-Nationalpark. Die Eiskappe des Kilimandscharo ist stark und in zunehmendem Maße von der globalen Erwärmung betroffen: So hat sich zwischen 1912 und 2020 die Eisschicht bereits um 85 Prozent verringert und wird bis 2030 voraussichtlich vollends verschwunden sein.

## Geographie

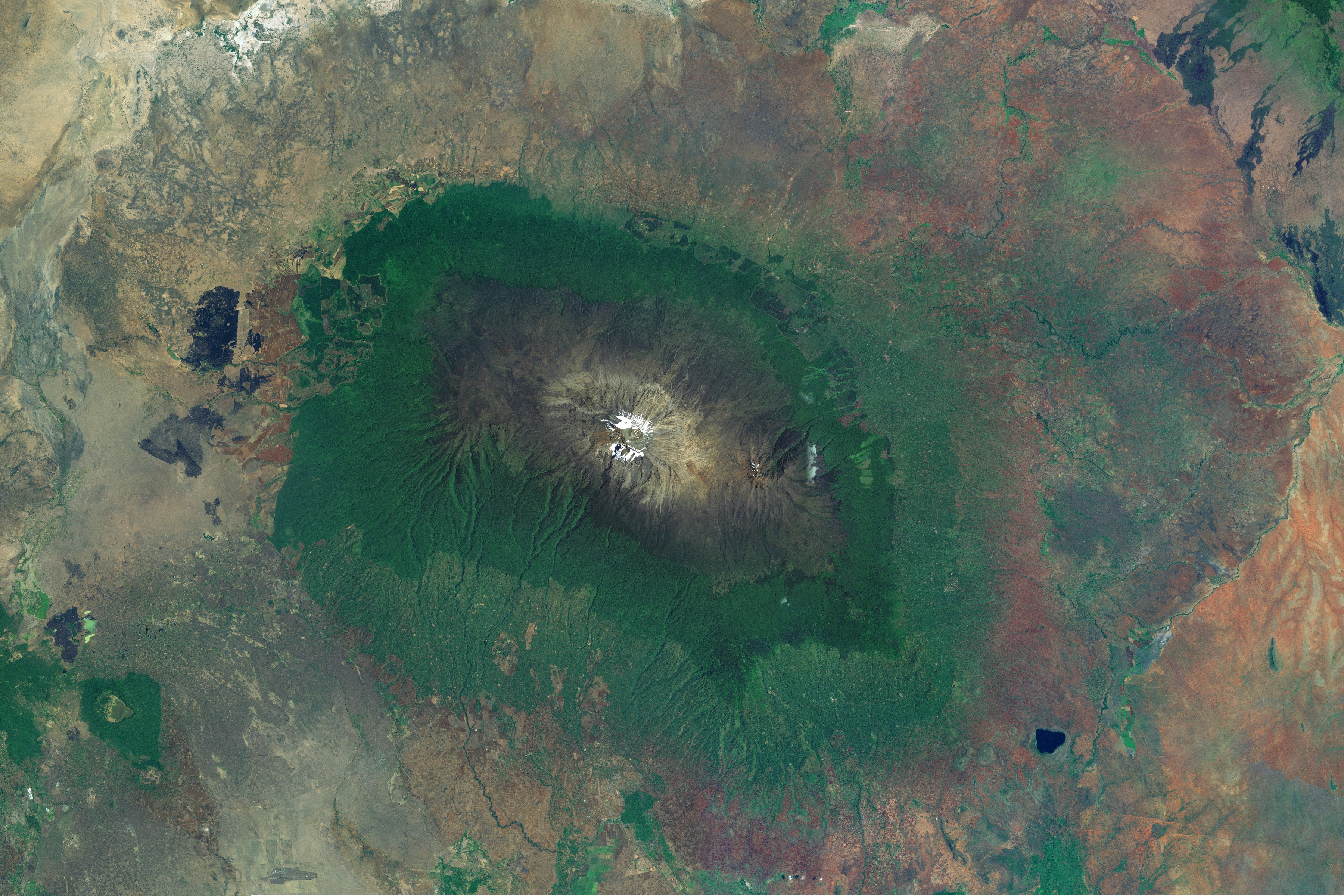
Satellitenaufnahme des Kilimandscharo-Massivs (April 2009)

Rund 350 km südlich des Äquators befindet sich das Kilimandscharo-Massiv im Nordosten von Tansania, etwa 500 km nordwestlich der Stadt Daressalam und nahe der kenianischen Grenze (Kenias Hauptstadt Nairobi liegt 200 km nordwestlich). Die Mitte des Viktoriasees liegt knapp 560 km im Nordwesten.
Während das 750 bis 1000 m hohe Gelände um das Kilimandscharo-Massiv in Richtung Osten nach dem 2463 m hohen Pare-Gebirge allmählich zum Indischen Ozean hin abfällt, geht es nach Westen und Norden in die Gebirgswelten und Hochländer von Tansania und Kenia über sowie nach Süden in die Massai-Steppe. Ungefähr 70 km südwestlich des Bergmassivs ragt der 4562 m hohe Mount Meru auf.
Der höchste Gipfel des Massivs und damit höchster Punkt Afrikas ist mit 5895 m der Kibo. Vom Batian, dem im Mount-Kenya-Massiv befindlichen zweithöchsten Berg des Kontinents, ist der Kibo 325 km südlich entfernt. Bis zum Margherita Peak im Ruwenzori-Gebirge sind es 900 km nach Nordwesten.
Das Massiv erstreckt sich über ein Gebiet von rund 80 km × 60 km.

## Geologie
Das Kilimandscharo-Massiv ist vulkanischen Ursprungs. Es befindet sich auf der östlichen Grabenschulter des Ostafrikanischen Grabenbruchsystems. In Verbindung mit kontinentalen Grabenbrüchen besteht meist vulkanische Aktivität, was mit dem Aufstieg von Asthenosphärenmaterial (oft auch Manteldiapire) und der dadurch einhergehenden Lithosphärenausdünnung zu begründen ist. Im Gegensatz zum Roten Meer und dem Golf von Aden, die von einem mittelozeanischen Rücken durchzogen werden, ist der Ostafrikanische Grabenbruch keine Plattengrenze. Allerdings stellt ein kontinentaler Grabenbruch das Anfangsstadium des Auseinanderbrechens kontinentaler Lithosphärenplatten dar. Dabei muss es nicht zwingend zum vollständigen Auseinanderbrechen und der damit verbundenen Bildung von mittelozeanischen Rücken kommen. Ein Beispiel für einen Grabenbruch, der nicht zum vollständigen Bruch zweier kontinentalen Lithosphärenplatten führte, ist die Oberrheinische Tiefebene.
Am Kilimandscharo-Massiv, das etwa 2 bis 3 Millionen Jahre alt ist, fand die vermutlich größte Eruption vor rund 360.000 Jahren statt. Zuletzt soll der Kibo um 1700 ausgebrochen sein, seitdem verharrt die vulkanische Aktivität auf einem niedrigen Niveau (Fumarolen und Solfataren), ist jedoch keineswegs erloschen.
Unklar bleibt, wieso in den Eisschichten der Kilimandscharo-Gletscher keine nennenswerten Ascheablagerungen vergangener Ausbrüche gefunden wurden. Der Ausbruch von 1700 gilt als wissenschaftlich nicht erwiesen, sondern stammt aus mündlichen Überlieferungen der Chagga, die am Berg siedeln.
Bergsteiger berichten aktuell immer wieder von starkem Schwefelverbindungsgeruch am Reusch-Krater. Der Schwefelverbindungsgeruch aus den nach wie vor aktiven Fumarolen des „Ash Pit“ kann je nach Windrichtung gelegentlich auch am Uhuru-Peak wahrgenommen werden.

## Landschaft
Neben Gletschern beherbergt das felsige Gebirge Firn- und Schneefelder, Frostschuttwüsten, zahlreiche Gebirgsbäche und eine üppige Vegetation, die in den tieferen Gebirgsregionen in den urwaldartigen Regenwald übergeht.

### Höchste Gipfel

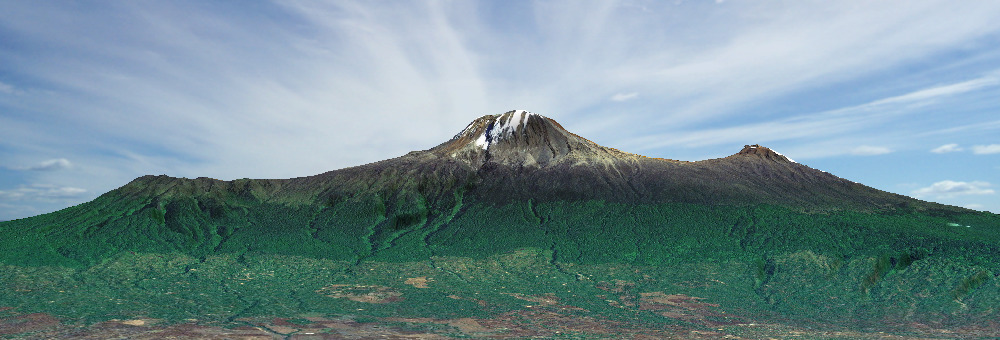
V. l. n. r.: Kilimandscharo-Massiv mit Shira, Kibo und Mawenzi

Das Kilimandscharo-Massiv besteht im Wesentlichen aus drei erloschenen Vulkanen, deren höchster der Kibo („der Helle“) ist. Der auf 5895 m liegende Gipfel des Kibo wird Uhuru Peak genannt. Das Gipfelplateau beinhaltet den 1,9 km × 2,4 km großen Kibo-Krater. In diesem liegt der Reusch-Krater (etwa 800 m Durchmesser; bis 200 m tief), an dessen Kraterrand wiederum liegt ein kleiner Krater, der Inner Cone (5835 m).
10 km östlich des Kibo und durch einen weiten, durchschnittlich etwa 4300 m hohen Sattel mit ihm verbunden, ragt der felsige, 5148 m hohe Mawenzi („der Dunkle“) auf, der keinen Gletscher hat. Über einen circa 3700 m hohen Sattel ist 15 km westlich des Kibo der Shira (3962 m) erreichbar. Der Shira ist ein flacher Gipfel und ebenfalls ohne Gletscher.

### Gletscher
Obwohl sich das Kilimandscharo-Massiv in den tropisch-heißen Regionen der Erde befindet, ist es neben dem Ruwenzori-Gebirge und dem kaum noch vergletscherten Mount-Kenya-Massiv, die ebenfalls in Äquatorial-Ostafrika liegen, der dritte vergletscherte Hochgebirgszug des Kontinents.
Die jüngere Vergletscherung am Kilimandscharo beschränkt sich auf den Kibo. Zwischen 1912 und 2009 schrumpfte die Eiskappe von 12 km² auf 1,85 km², was einem Verlust von 85 Prozent der Fläche entspricht. Hauptgrund für diesen Rückgang ist ein regional trockeneres Klima seit Ende des 19. Jahrhunderts.

Am Gipfelplateau bildeten das Nördliche und das Südliche Eisfeld die größten Einheiten, das Östliche Eisfeld mit dem Rebmann-Gletscher und der Furtwängler-Gletscher waren bedeutend kleiner. Die Hanggletscher befanden sich vorrangig am Südhang des Kibo, zudem waren an der Westflanke noch Überbleibsel der einst mächtigen Vergletscherung zu sehen.
Die von verschiedenen Medien oftmals zitierten Satelliten-Fotos aus den Jahren 1993 und 2000, die den Rückgang illustrieren sollten, sind bezüglich des Gletscherschwunds nur bedingt aussagekräftig. Das 1993er Foto zeigt die Situation unmittelbar nach einem Neuschneefall, während im 2000er Foto kaum Neuschnee zu erkennen ist. Der markante Unterschied zwischen den beiden Bildern basiert also auf der räumlichen Ausdehnung der saisonalen Schneedecke.

### Klima
Das typische Klima in der Region um das Kilimandscharo-Massiv folgt einem ausgeprägten Jahresgang des Niederschlags mit zwei Regenzeiten (März bis Mai, Oktober bis Dezember) und zwei Trockenzeiten, wobei die kleine Trockenzeit (Januar und Februar) in einzelnen Jahren ebenfalls niederschlagsreich sein kann. Die mittlere Monatstemperatur an der Basis des Berges erreicht ganzjährig mehr als 20 °C. Am Massiv selber ändert sich das Klima vor allem in vertikaler Richtung stark, was sich in der Abfolge verschiedener Vegetationszonen widerspiegelt. Die tiefer gelegenen Gebiete (bis ca. 3000 m) sind feucht, oftmals in Wolken gehüllt und von üppiger Regenwaldvegetation bedeckt. Mit der Höhe wird der Bewuchs immer karger, Temperatur und Niederschlag nehmen ab. Am Gipfelplateau des Kibo sind die beiden Regenzeiten zwar noch ausgeprägt, allerdings beträgt die jährliche Niederschlagsmenge nur mehr ein Zehntel jener im Regenwaldgürtel. Die Temperatur steigt selbst in den Nachmittagsstunden nur selten über den Gefrierpunkt. Dies gestaltet den Gipfelbereich zu einer trockenen, eisigen Umgebung.

### Gewässer
Am Kilimandscharo-Massiv entspringen zahlreiche Gebirgsbäche, die beispielsweise am vergletscherten Gipfel des Kibo entstehen und durch die dichten Wälder die Berghänge hinab rauschen. Sie streben vom Massiv in alle Himmelsrichtungen davon. Aus der Vereinigung von solchen teils reißenden Bächen und kleinen Flüssen entstehen später der Pangani und der Galana.
Wegen der steil abfallenden Berghänge gibt es am Kilimandscharo-Massiv nur kleine Seen. Doch befindet sich an seinem Südostfuß der Chala-See (auch Dschalasee genannt; 877 m; 4 km²) und etwas weiter südlich liegt der Jipe-See (707 m; 46 km²). Beide Stillgewässer befinden sich auf der Grenze von Tansania und Kenia. Am Südwestfuß des Massivs, bereits im Arusha-Nationalpark, liegen die Momella-Seen.

### Flora

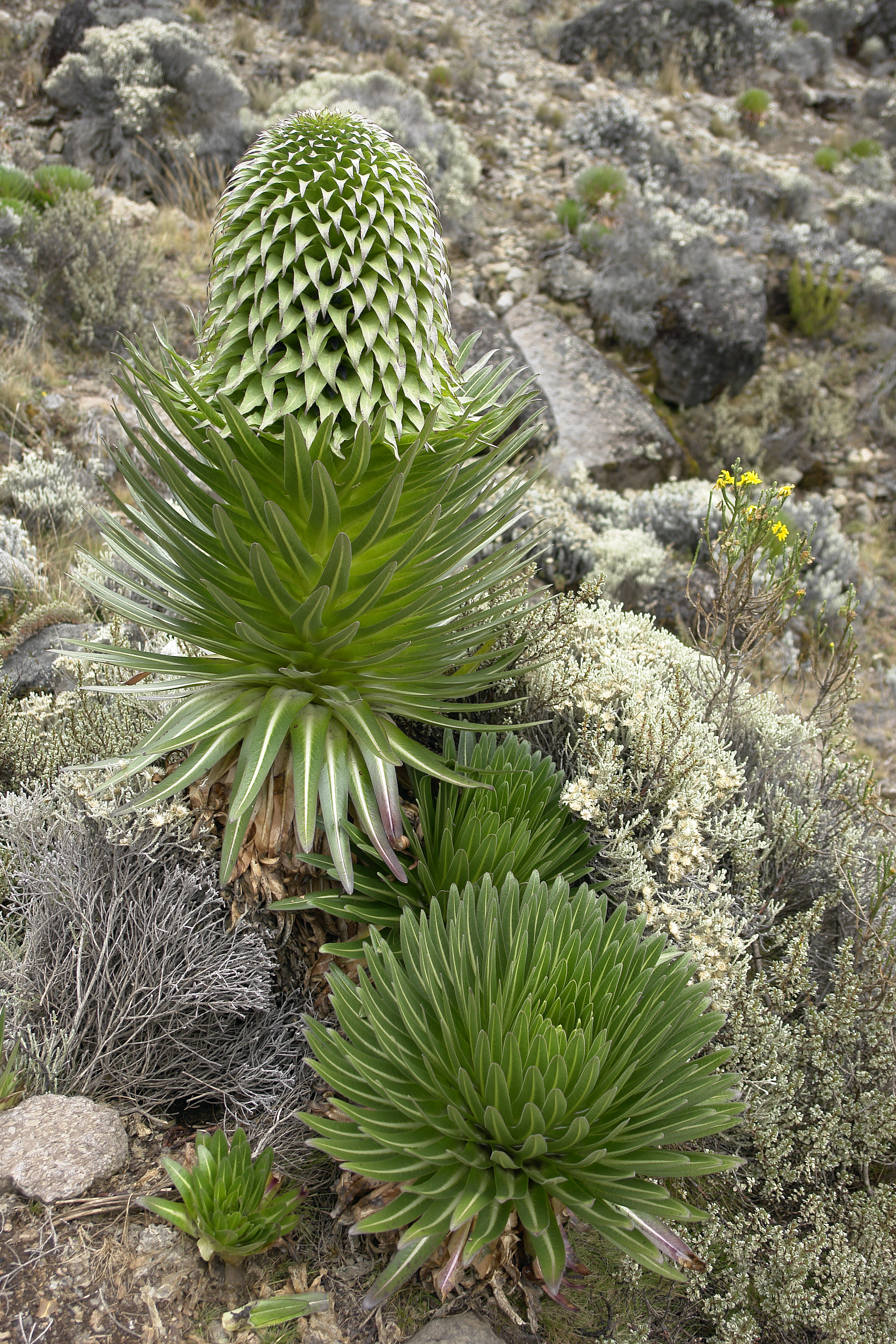
Riesenlobelien wachsen bis ca. 4000 m Höhe auf dem Kilimandscharo

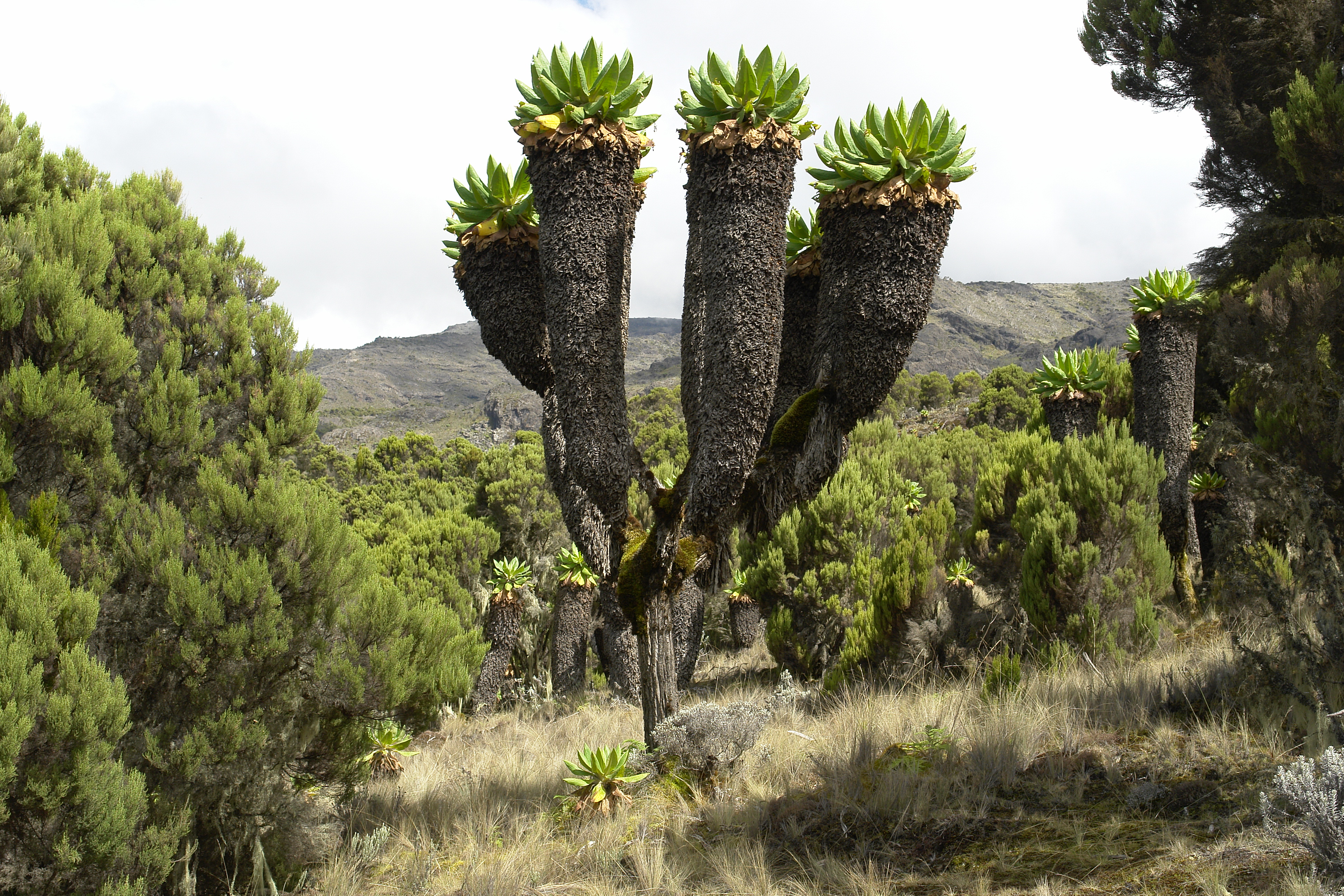
Riesensenecien auf dem Kilimandscharo, Wachstum bis auf ca. 4500 m Höhe

Unterhalb der Gletscher, Schneefelder und Frostschuttwüsten schließt sich teils üppig sprießendes Grasland an, das in Strauchland übergeht. Im Süden reicht die Baumgrenze bis auf maximal 3500 m Höhe, durchschnittlich liegt sie bei 2700 bis 3000 m über dem Meeresspiegel.
Bedingt durch das feucht-heiße Klima hat sich nicht nur in den unteren Regionen der Gebirgswelt eine einzigartige Flora im feuchtheißen Urwald entwickelt, in dem ungezählte Pflanzenarten mit prachtvollem Wuchs gedeihen – sie werden zumeist größer als anderswo. Der Regenwald befindet sich zwischen 1400 und 3000 m Höhe, maximal reicht er bis 3300 m Höhe. In der Umgebung des Bergriesen gibt es Gras- und Baum-Savannen sowie Sümpfe.
Zur Flora am Kilimandscharo-Massiv und in dessen Umgebung gehören unter anderem:
- Akazien
- Baumheide
- Farne
- Flechten
- Erika-Sträucher – bis 10 m hoch
- Koniferen
- Kreuzkraut – 5 bis 6 m hoch
- Lianen
- Lobelien
- Moose
- Olivenbäume
- Orchideen
- Palmen
- Riesen-Senecien (Dendrosenecio)
- Wacholder
- Zedern

### Fauna

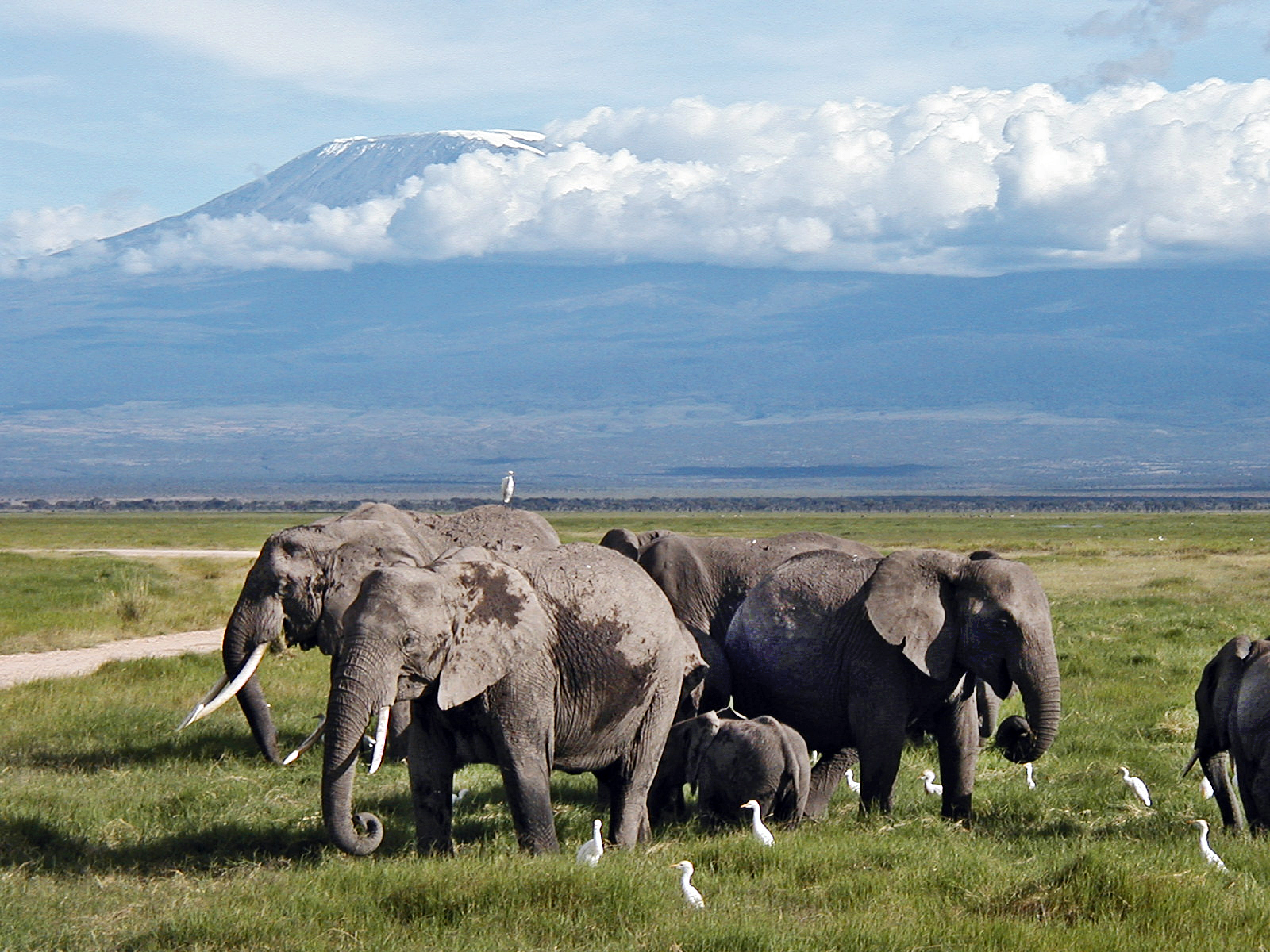
Eine Herde Elefanten im Amboseli-Nationalpark im Südwesten Kenias, am Fuß des Berges. Der Park liegt unmittelbar an der Grenze zu Tansania.

Die Gebirgswelt des Kilimandscharo-Massivs und seine Umgebung birgt eine artenreiche Fauna.
Beispiele für Säugetiere:
- Affen (Anubispavian, Schwarz-weiße Stummelaffen und Diademmeerkatze)
- Afrikanische Striemen-Grasmäuse
- Büffel
- Buschböcke
- Ducker
- Elefanten – Bestandsentwicklung: 1197 (1976), 756 (1981), 1000 (1987), ca. 900 (1990)[11]
- Hyänen
- Leoparden
- Löwen
- Nashörner (wahrscheinlich noch einzelne Spitzmaulnashörner)
- Riesenwaldschwein
- Zebras

Beispiele für Vögel:
- Enten
- Flamingos
- Gänse
- Ibisse
- Kuckuckarten
- Pelikane
- Reiher
- Störche
- Wasserhuhn
- Zugvögel

## Geschichte

### Vorkoloniale Zeit

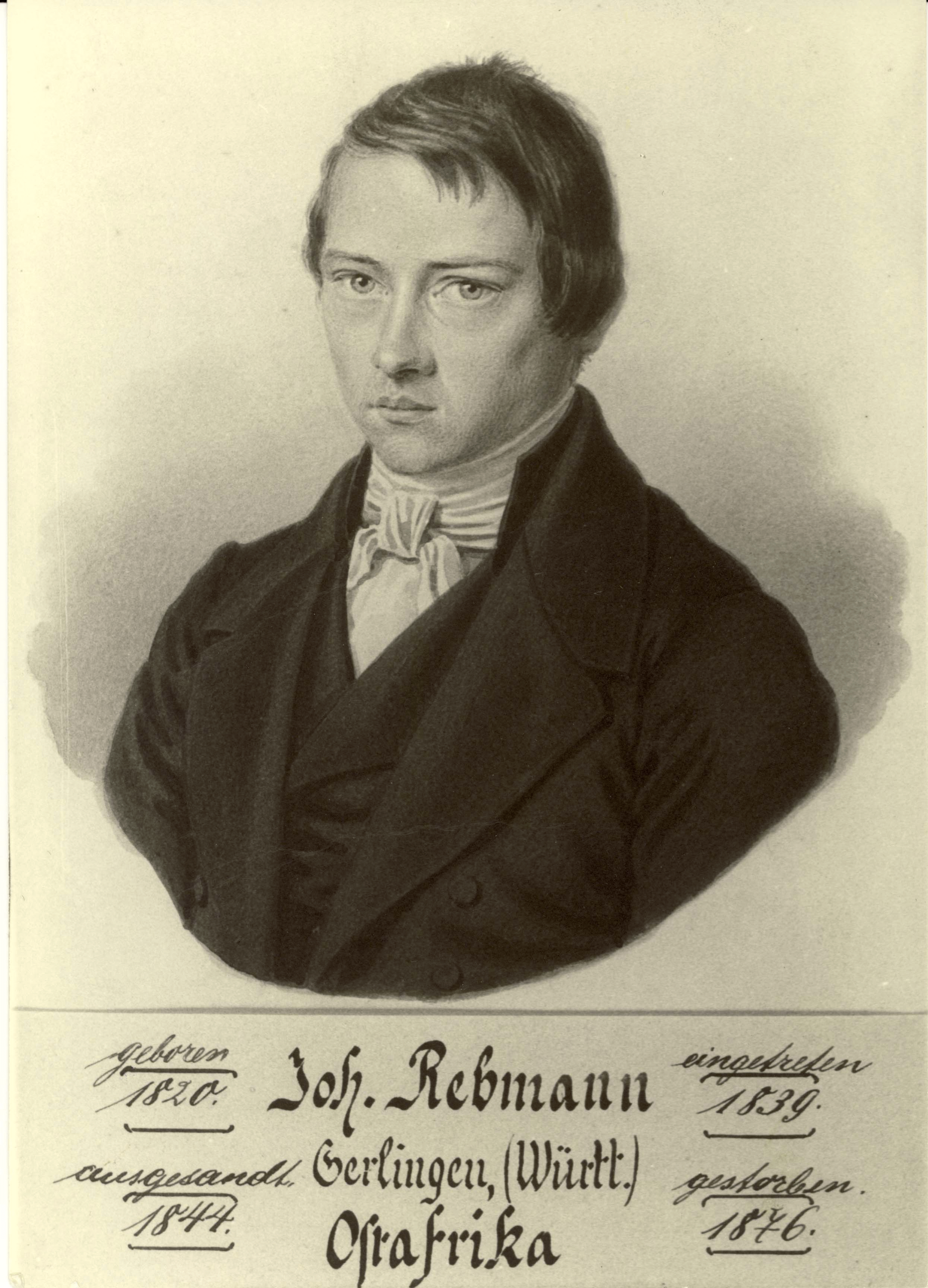
Johannes Rebmann

Das am Fuß des Berges lebende Volk der Chagga verehrte den Berg vor seiner Bekehrung zum Christentum jahrhundertelang. Nach der Missionierung wurden Altäre noch auf den Berg ausgerichtet. Einer lokalen Legende nach stellen Kibo und Mawensi versteinerte Ehefrauen des Gottes Ruwa dar. Die Geschichte erzählt, wie Mawensi wiederholt die Gastfreundschaft von Kibo missbraucht hatte, welche sie daraufhin verprügelte. Dies erkläre den gezackten Rand von Mawensis Gipfel(krater) und der häufig am Mawensigipfel stehende Nebel sei ein Versuch diese Schmach zu verdecken.
Um 100 n. Chr. berichtete der griechische Astronom und Geograph Ptolemäus von einem hohen, mit Schnee bedeckten Berg mitten in Afrika. Etwa 1000 Jahre später folgte weitere Kunde von einem solchen Berg, diesmal durch chinesische Handelsreisende.
Ein ausführlicher spanischer Bericht von 1519 wurde in Europa nicht ernst genommen und geriet wieder in Vergessenheit.
Erst als am 11. Mai 1848 ein Europäer, der aus Gerlingen stammende deutsche Missionar, Geograph und Sprachforscher Johannes Rebmann, vor dem Kilimandscharo stand und von dem überwältigenden Anblick des Schneeberges nach Europa berichtete, trat der Berg in das Bewusstsein einer breiteren Öffentlichkeit. Rebmann bezeichnete sich jedoch nicht als seinen Entdecker, da er schon vorher mehrfach sichere Kunde von dem Berg aus Erzählungen von Afrikanern hatte. Rebmann, der von 1846 bis 1875 ohne Unterbrechung in Ostafrika wirkte, weilte 1848/1849 dreimal am Fuß des Kilimandscharo. Während die englischen Geographen seinem Bericht von dem Schneeberg aufgrund der Nähe zum Äquator jahrzehntelang keinen Glauben schenkten, erhielt er von der Geographischen Gesellschaft in Paris eine Ehrenmedaille. Bei der Höhe, die er, ohne sie vermessen zu haben, mit etwa 3800 m angab, verschätzte Rebmann sich jedoch stark. Von ihm stammen die Bezeichnung des Gebirges und die Namen der meisten Gipfel, die ihm sein afrikanischer Begleiter benannte.

### Kolonialzeit

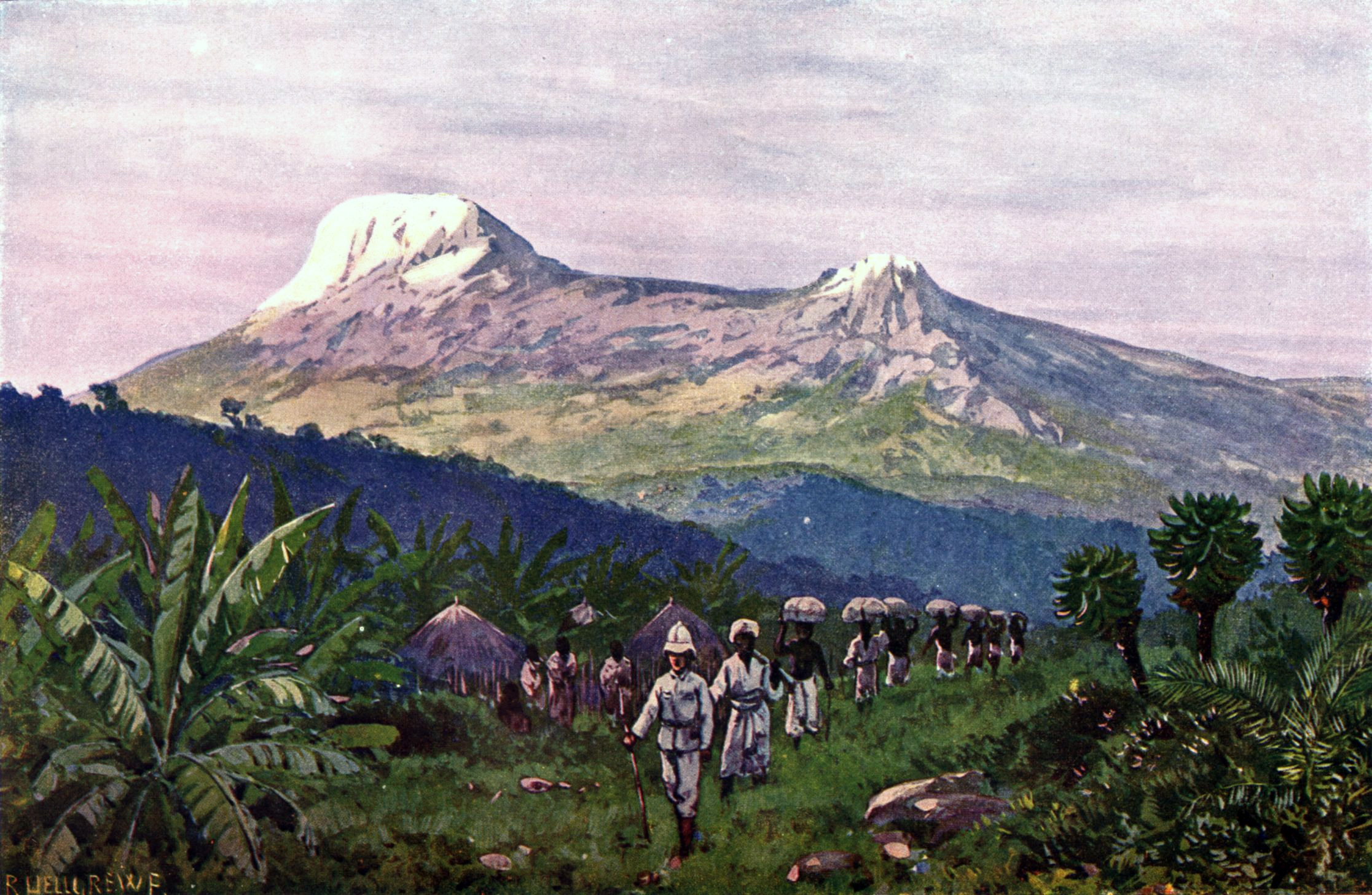
Ansicht des Kilimandscharos zur Deutschen Kolonialzeit von Rudolf Hellgrewe

Während der kolonialen Besetzung durch das Deutsche Reich in der Zeit von 1885 bis 1918 bildete dieses Bergmassiv das höchste Gebirge des Reiches. Der Erstbesteiger Hans Meyer taufte den Kibo als höchsten deutschen Berg in Kaiser-Wilhelm-Spitze um. Die seinerzeit errichteten Berghütten erhielten deutsche Namen wie Bismarck- oder Peters-Hütte. Die Sektion Hannover des Deutschen und Österreichischen Alpenvereins plante Anfang des 20. Jahrhunderts den Bau einer Alpenvereinshütte zwischen dem Mawenzi und dem Kibo auf 4900 m Höhe. Das erforderliche Baumaterial war bereits zur Baustelle transportiert worden. Der Beginn des Ersten Weltkrieges verhinderte den Bau der am höchsten gelegenen Hütte des Alpenvereins. Erst im Rahmen der Unabhängigkeit wurde die Regierung der Republik Tanganjika darauf aufmerksam, dass die Bergspitze des Kibo weiterhin Kaiser-Wilhelm-Spitze hieß. 1964 wurde diese in Uhuru umbenannt, was auf Suaheli Freiheit bedeutet.

### Erstbesteigung

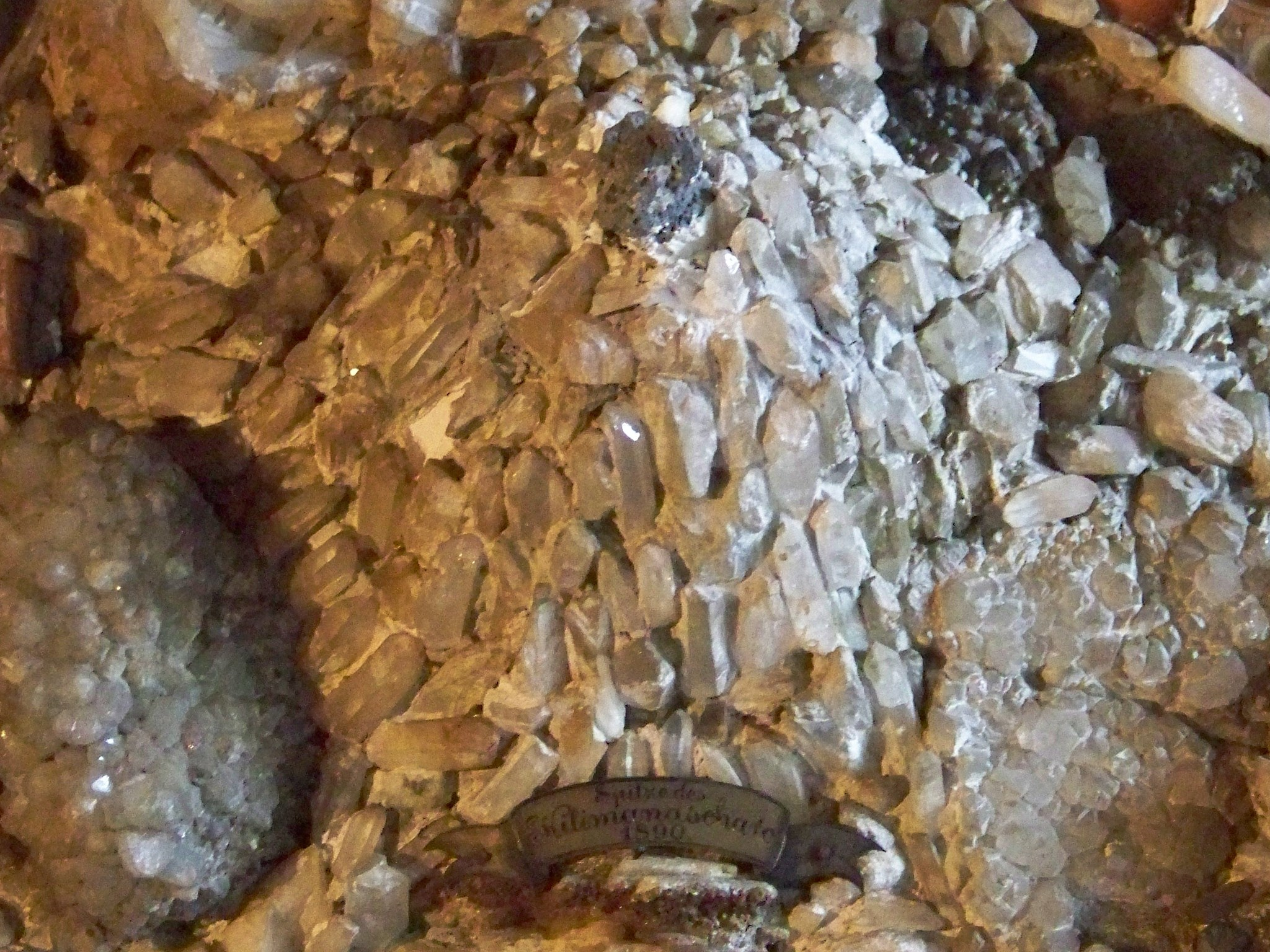
„Die Spitze des Kilimandscharo“ im Neuen Palais Potsdam mit einem Originalstein vom Kibogipfel (1890)

Schon 1861 und 1862 hatte sich der deutsche Entdecker Karl Klaus von der Decken an eine Besteigung des Berges gewagt und erreichte eine Höhe von 4280 m. Die nächsten dokumentierten Besteigungsversuche wurden von dem Missionar Charles New am 14. und 26. August 1871 unternommen, der beim zweiten Anlauf am 28. August in Begleitung eines Dieners und eines Chagga-Führers die Schneegrenze erreichte, bevor er umkehren musste. 1872 wurde über die erfolglose Unternehmung in einer Publikation der Royal Geographical Society berichtet.
Die Erstbesteiger waren der Leipziger Bergsteiger, Geograph und Forscher Hans Meyer und der österreichische Alpinist Ludwig Purtscheller, die den Gipfel nach zwei fehlgeschlagenen Erstbesteigungs-Versuchen von 1887 und 1888 am 6. Oktober 1889 erklommen (als einheimischer Bergführer diente Muini Amani). Hilfe bei der Versorgung und dem Transport erhielten sie von bis zu 130 einheimischen Bediensteten, die allerdings vor dem Gipfelanstieg zurück ins Lager geschickt wurden. Meyer hisste am höchsten Punkt des Kibokraters eine kleine deutsche Flagge.
Meyer entnahm eine Gesteinsprobe aus schwarzem Lavafels von der Mittelspitze des Kibo und brachte sie per Schiff nach Deutschland, um sie Wilhelm II. als Symbol für die Inbesitznahme des Massivs durch Deutschland zu überreichen. Eine weitere behielt er im Privatbesitz. Der Kaiser ließ den Felsbrocken 1890 mit anderen Steinen zu einem Dekorationsstück verarbeiten, zuvor soll er ihn als einfachen Briefbeschwerer aufbewahrt haben. Es finden sich Quellen, die besagen, dass dieses Kunstwerk noch im Muschelsaal des Neuen Palais in Potsdam besichtigt werden kann. Allerdings scheint der Stein schon vor geraumer Zeit gestohlen und durch einen einfachen Lavabrocken ersetzt worden zu sein – ob das Original in der Zeit des Nationalsozialismus oder später in der DDR abhandenkam, ist unklar. 1980 erfolgte eine Untersuchung, bei der der Lavastein aus Biotitschiefer enttarnt wurde. Dieser Schiefer kommt nirgends auf dem Kilimandscharo vor. An der Stelle klebt nun dafür ein Lavagestein von der ersten Expedition aus Meyers Sammlung. Der zweite Stein befindet sich im Privatbesitz eines der Nachfahren Meyers.

### Weitere Pioniertaten
- Erste Abfahrt per Ski: 1912 waren Walter Furtwängler und Siegfried König nach ihrer dritten Gipfelbesteigung die Ersten, die per Ski vom Kibo-Gipfel hinabfuhren.
- Bei der vierten Gipfelbesteigung am 13. Februar 1914 erreichte Clara von Ruckteschell-Truëb den Kraterrand am heutigen Gilman’s Point und war damit die erste Frau, die den Kilimandscharo erfolgreich bestiegen hat.[25]
- Erster Überflug: Am 8. Januar 1930 überflog Walter Mittelholzer als erster (motorisiert) den Kilimandscharo. Dabei machte er unter anderem aus 6200 m Höhe Luftaufnahmen vom Krater des Kibo, die in Illustrierten veröffentlicht wurden und großes Aufsehen erregten.
- Erste Live-Fernsehübertragung: Am 21. Juli 2008 machte sich ein Reporterteam der ARD zusammen mit deutschen Bergsteigern vom Marangu Gate auf den Weg. Vier Tage später erreichten sie den Gilman’s Point und den Uhuru Peak. Die weltweit erste Live-Übertragung vom Kilimandscharo gelang. Die Regie- und Sendeanlage war rund 2000 m tiefer an der Horombo-Hut stationiert.

## Bevölkerung und Städte

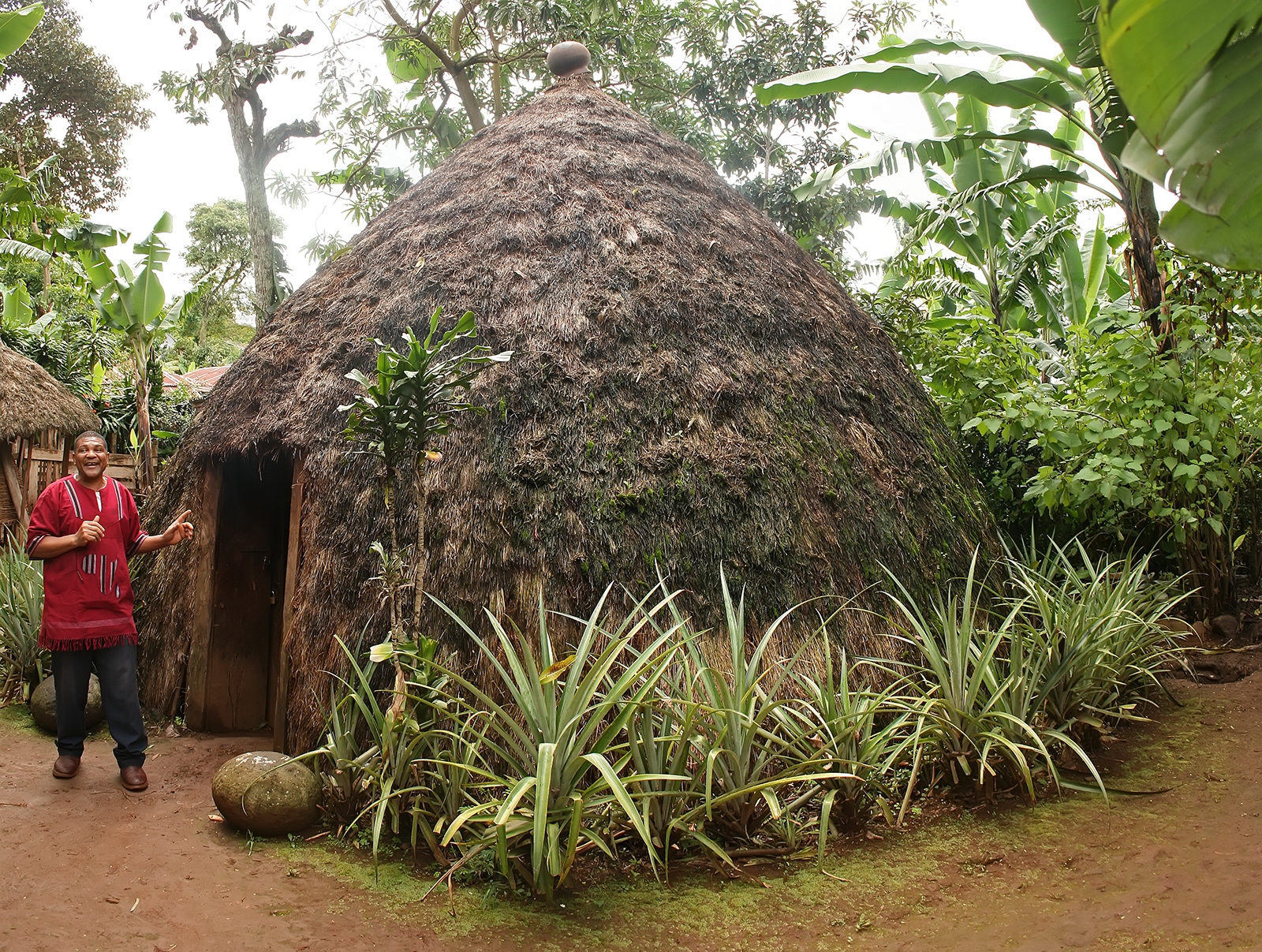
Hütte der Chagga am Kilimandscharo

In den Ansiedlungen und Orten am und rund um das Kilimandscharo-Massiv leben die Chagga, die insbesondere von der Landwirtschaft, teils aber auch vom Tourismus leben.
Städte in der Region sind:
- Arusha – Großstadt 80 km südwestlich des Massivs; 50 km östlich der Stadt befindet sich ein internationaler Flughafen.
- Marangu – Stadt am Massiv, etwa 25 km von Moshi entfernt; optimaler Ausgangspunkt für Bergtouren auf der Marangu-Route
- Moshi – Großstadt am Massiv mit Regionalflughafen

## Wirtschaft

### Ackerbau
Die Wirtschaft am Kilimandscharo-Massiv ist nach wie vor von Landwirtschaft geprägt, sodass die einheimischen Chagga vom Ackerbau sowie von Plantagen- und Viehzucht leben. Angebaut werden unter anderen Bananen, Kaffee, Mais, Weizen und Sisal.

### Tourismus
Die Region um das Kilimandscharo-Massiv und den Kilimandscharo-Nationalpark erfreut sich bei Touristen und Naturfreunden großer Beliebtheit. Viele Touristen kommen auch zum Bergsteigen an den Kilimandscharo.
Das wenig südlich des Massivs gelegene Moshi bietet eine Vielzahl von touristischen Einrichtungen. Südwestlich des Massivs und etwa 30 km westlich der Stadt befindet sich in Richtung der Nachbarstadt Arusha der Kilimanjaro International Airport, von dem Touristen in den Kilimandscharo- und Serengeti-Nationalpark gelangen können.

## Bergsteigen

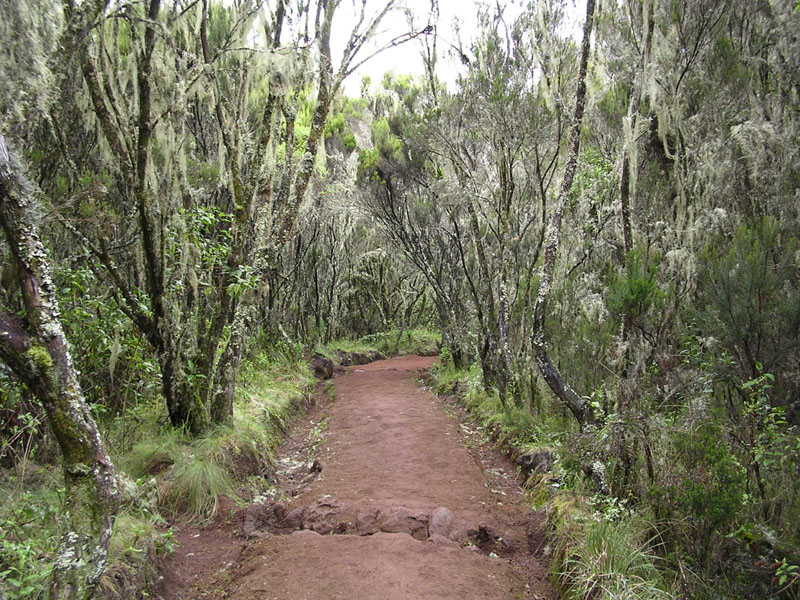
Pfad und Wald an der Marangu-Route

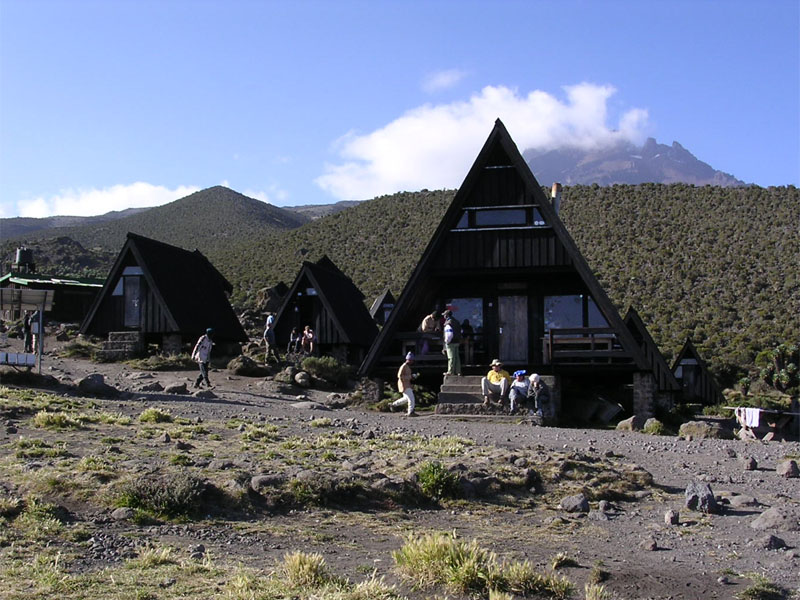
Petershütte (Horombo Hut)

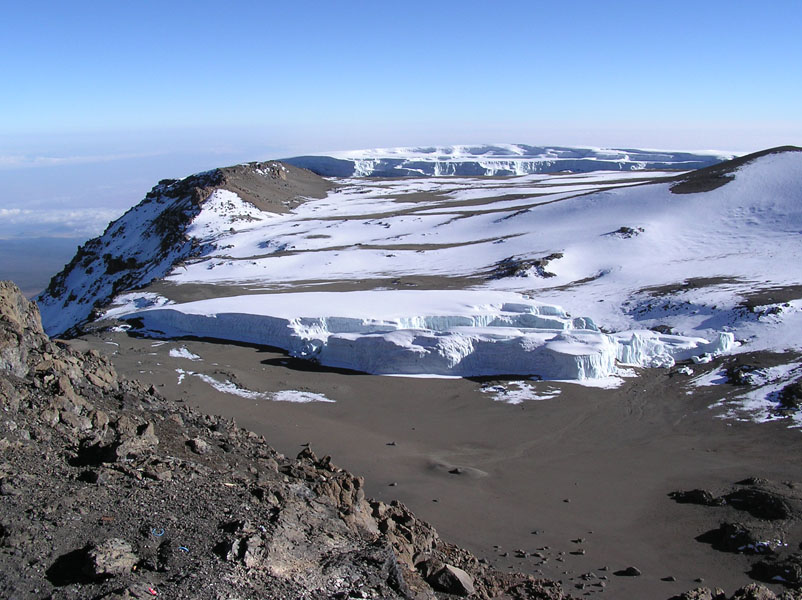
Blick vom Uhuru Peak (Kibo-Gipfel) über den Rest des Furtwängler-Gletschers zum Nordeisfeld

Kilimandscharo 3D

Die Besteigung des Kibo beziehungsweise des Uhuru Peak bietet Bergsteigern und Wanderern geringfügige technische Schwierigkeiten, weshalb trotz der großen körperlichen Anstrengungen immer mehr Menschen einen Aufstieg versuchen. Waren es Mitte der 1990er Jahre noch etwa 15.000 im Jahr, war diese Zahl rund zehn Jahre später auf 25.000 angestiegen. Darunter sind viele, die zuvor nie einen Mehrtagesmarsch unternommen haben. Doch infolge der mit der großen Höhe verbundenen Abnahme des Sauerstoff-Partialdrucks kommt es häufig zur Höhenkrankheit, sodass aufgrund der physischen Anstrengungen nur etwa die Hälfte aller Gipfelaspiranten den höchsten Punkt erreicht. Am Gipfel ist der Sauerstoffpartialdruck halb so hoch wie auf Meereshöhe. Dazu kommen plötzliche Wetterumschwünge und deutliche Temperaturunterschiede zwischen dem Fuß des Berges, wo das Thermometer regelmäßig über 30 °C zeigt, und seinem Gipfel, wo die Temperatur unter −20 °C fallen kann. Durch den Windchill-Faktor kann die gefühlte Temperatur noch tiefer erscheinen.
Für die Besteigung sollten wegen der Anpassung an das Höhenklima fünf bis sieben Tage eingeplant werden. Die fünf Tage, die auf den meisten Routen normalerweise für Auf- und Abstieg vorgesehen sind, bezeichnete der Höhenmediziner Oswald Oelz in der NZZ allerdings als „physiologisch versuchten Mord“. Wer sich vorher nicht ordentlich akklimatisiert, läuft Gefahr, ein Lungen- oder ein Hirnödem zu bekommen. „Am höchsten Berg Afrikas sterben nicht ohne Grund pro Jahr Dutzende Menschen“, erklärte Oelz.
Die Besteigung ist gebührenpflichtig, zudem ist die Beauftragung eines Chagga-Führers sowie die Beschäftigung einheimischer Träger vorgeschrieben. Im Jahr 2008 betrug die Gebühr in Summe pro Person 650 US-Dollar und ist an den Gates am Eingang zum Nationalpark zu entrichten. Weitere 170 bis 250 US-Dollar kommen für den Führer und die Träger hinzu. Für die Trinkgelder hat die Nationalparkverwaltung unverbindliche Richtpreise bekannt gegeben. Auf jeden Touristen kommen, je nach Organisation, zwei bis fünf Träger, inkl. Guides und Koch („Vorschriften und Gebühren“, auf der Website der Tansania-Nationalparks).

### Marangu-Route
Während die fünf Routen Mweka, Umbwe, Lemosho, Shira und Rongai selten begangen werden, erfreuen sich die Marangu- sowie Machame-Route wesentlich größerer Nachfrage. Die laut Parkstatistik meistbegangene Marangu-Route („Coca-Cola-Route“), die im Südosten des Kilimandscharo-Massivs verläuft, bietet als einzige Route Übernachtung in Hütten statt in Zelten und weist ein Kontingent von maximal 70 Gästen pro Tag auf.
Der Marangu-Pfad beginnt am Südhang des Massivs und führt anfangs in Richtung Norden über Marangu (Marangu Gate; 1879 m), das oft als Ausgangspunkt für Bergtouren angesteuert wird, und durch den tropischen Regenwald zur Bismarckhütte (Mandara Hut; 2720 m). Danach wird – oberhalb der Baumgrenze – durch das anfangs üppig sprießende Gras- und Strauchland in Richtung Nordwesten aufsteigend die Petershütte (Horombo Hut; 3719 m) erreicht, die sich 5 km südlich des Mawenzi befindet. Von dort geht es in stets dünner werdender Luft auf den 4300 m hohen Sattel, weiter in Richtung Westen durch die Frostschuttwüste laufend zur 1932 (erstmals) errichteten Kibohütte (Kibo Hut; 4720 m) an der Ostflanke des Kibo. Von dort wird nach 987 m und maximal 6 Stunden steil bergauf durch zahlreiche Serpentinen und durch eine Gerölllandschaft der nur wenige Kilometer entfernten Gilman’s Point (laut der Aufschrift eines dort aufgestellten Schilds 5681 m) auf dem Rand des Kibo-Kraters erreicht. Auf dem südlichen Kraterrand, weitere 214 m aufwärts, erreicht man den Uhuru Peak (5895 m) genannten Kibo-Gipfel.
Nach insgesamt rund 34 km Marsch ist man auf dem Kraterrand des Kibo, von dem aus große Teile von Tansania und Kenia zu sehen sind – wenn das teils unberechenbare Wetter mitspielt. Zum Beispiel kann der Mount Meru (4562 m) gesehen werden, der oft über die Wolkendecke empor ragt und rund 70 km entfernt ist.

### Weitere Routen
Auf das Kilimandscharo-Massiv führen neben der Marangu-Route noch weitere Pfade, die zu den schwierigen Routen gehören. Unter anderen sind dies:
- Barafu-Route – steile Teilroute von der bzw. über die Barafu Hut (4600 m) auf den Kibo
- Lemosho-Route – Ausgangspunkt Londorossi (2250 m)
- Machame-Route – Ausgangspunkt Machame (1800 m)[31]
- Mweka-Route – Ausgangspunkt Mweka (1700 m)
- Rongai- oder Kikelewa-Route – Ausgangspunkt Nalemoru (2020 m)
- Shira-Route – Ausgangspunkt Londorossi (2250 m)
- Umbwe-Route – Ausgangspunkt Umbwe (1700 m)
- Western-Breach-Route – steile Teilroute vom bzw. vorbei am Lava Tower (4600 m) auf den Kibo
- Thomas-Glacier-Route – Route führt über den Gletscher des Nördlichen Eisfelds – Erstbegehung 28./29. Oktober 2009[34]

### Älteste und jüngste Besteiger des Berges
Anfang Juli 2018 wurde die Amerikanerin Montannah Kenney aus Texas mit 7 Jahren zur jüngsten Besteigerin des Berges.
Die älteste Frau, die den Uhuru Peak erreichte, war Angela Vorobeva im Alter von 86 Jahren und 267 Tagen.
Der älteste Mann auf dem Berg war der Amerikaner Robert Wheeler, der 85 Jahre und 201 Tage alt war, als er am 2. Oktober 2014 den Gipfel bestieg.

## Aktuelle Forschung
Unter anderem betreibt die Universität Bayreuth seit vielen Jahren eine wissenschaftliche Forschungsstation am Kilimandscharo-Massiv. Sie ist primär der Erforschung der Flora und der Niederschlagsverteilung im Regenwaldgürtel gewidmet. In den vergangenen Jahren wurde durch Glazialkerne (Eisbohrungen) einzigartiges Datenmaterial zur Klimageschichte der letzten Jahrtausende gesammelt. Die Universitäten Innsbruck und Massachusetts führen seit 2002 zusammen ein Klimaforschungsprojekt durch mit dem Ziel, die klimatologischen Gründe des Gletscherrückgangs zu verstehen. Die Vielzahl an wissenschaftlichen Studien legt nahe, dass das Schrumpfen der Kilimandscharo-Gletscher eine direkte Folge eines regional trockeneren Klimas seit dem späten 19. Jahrhundert ist. Ausbleibender Schneefall verringert den Zufluss zur Masse der Gletscher, zudem schützt heller, gut das Sonnenlicht reflektierender Neuschnee vor Sonnenstrahlung. Inwieweit und seit wann das regional trockene Klima durch die globale Erwärmung begünstigt wird, ist noch nicht vollkommen klar. Eine wahrscheinlich entscheidende Rolle spielt das seltenere Auftreten stark positiver Ereignisse des Indischer-Ozean-Dipols, dadurch verringert sich die Zufuhr feuchter Luftmassen nach Ostafrika. Während der Klimawandel über eine direkte Erhöhung der Lufttemperaturen am Kilimandscharo keinen großen Einfluss auf die Massenbilanz der Gletscher hat, gilt es als wahrscheinlich, dass er auf die Dynamik des Indischen Ozeans einwirkt und so die Niederschlagsmuster am Kilimandscharo ändert.

## Rezeption in Kulturtechniken
- Der Roman Der Schuss am Kilimandscharo von Jules Verne spielt u. a. dort.
- Carl Falkenhorst schrieb in der Geschichte über Adlers Kriegs- und Jagdabenteuer in Ostafrika, im Sachbuch Auf Bergeshöhen Deutsch-Afrikas (1890) und im 1896 erschienenen Roman Zum Schneedom des Kilimandscharo über den Kilimandscharo.[42]
- Ernst Platz malte sein Bild vom Kilimandscharo während er Hans Meyer auf seiner vierten Kilimandscharo-Expedition 1898 begleitete.[43] Der Maler Rudolf Hellgrewe fertigte einige Gouache-Gemälde mit dem Motiv des Kilimandscharo an.[43] Der Maler und Bildhauer Walter von Ruckteschell stieg mit seiner Frau Clara und Carl von Salis 1914 auf den Kibo. Er malte den Kibo auch als farbiges Aquarell. Es befindet sich heute im Deutschen Historischen Museum Berlin.[44]
- Am Fuß des Bergs schrieb Ernest Hemingway seinen Kurzroman Schnee auf dem Kilimandscharo (The Snows of Kilimanjaro), der 1952 von Henry King als Schnee am Kilimandscharo verfilmt wurde. Mit Gregory Peck, Susan Hayward, Ava Gardner und Hildegard Knef in den Hauptrollen wurde der Film ein Hollywood-Klassiker.
- Pascal Danel hatte 1966 einen Nummer-1-Erfolg mit dem Chanson Kilimandjaro (auch genannt Les Neiges du Kilimandjaro).
- Der Sänger Thomas Lück veröffentlichte 1975 das Lied Wo kommt der Schnee auf dem Kilimandscharo her, welches 1993 von Gottlieb Wendehals gecovert wurde.[45]
- 1993 veröffentlichte die Schlagersängerin Andrea Berg das Lied Kilimandscharo, das von einer Urlaubsliebe handelt.[46]
- Die niederländische Jazzformation The Kilimanjaro Darkjazz Ensemble gründete sich 2000 in Utrecht.
- Der Kilimandscharo ist auf einer Banknote zu 2000 Tansania-Schilling zu sehen.
- Der Name der Linux-Distribution Manjaro ist von dem Bergmassiv abgeleitet.[47]